# Komga
Komga is een plaats in de Zuid-Afrikaanse provincie Oost-Kaap.
Komga telt ongeveer 8100 inwoners.

## Subplaatsen
Het nationaal instituut voor de statistiek, Stats SA, deelt sinds de census 2011 deze hoofdplaats in in 2 zogenaamde subplaatsen (sub place):
Komga SP • Siviwe.